# تیراندازی با کمان در المپیک تابستانی ۲۰۲۰
تیراندازی با کمان در بازی‌های المپیک تابستانی ۲۰۲۰ (انگلیسی: Archery at the 2020 Summer Olympics) یکی از ورزش‌های بازی‌های المپیک تابستانی ۲۰۲۰ است که در توکیو از ۲۳ تا ۳۱ ژوئیه ۲۰۲۱ برگزار شد.
مسابقات تیراندازی با کمان در ماده کمان ریکرو با حضور ۱۲۸ ورزشکار در ۵ رویداد برگزار شد.

## جدول مدال‌ها
*   کشور میزبان (ژاپن)
| رتبه           | کشور           | طلا | نقره | برنز | مجموع |
| -------------- | -------------- | --- | ---- | ---- | ----- |
| ۱              | کره جنوبی      | ۴   | ۰    | ۰    | ۴     |
| ۲              | ترکیه          | ۱   | ۰    | ۰    | ۱     |
| ۳              | چین            | ۰   | ۲    | ۰    | ۲     |
| ۴              | ایتالیا        | ۰   | ۱    | ۱    | ۲     |
| ۵              | هلند           | ۰   | ۱    | ۰    | ۱     |
| ۵              | چین تایپه      | ۰   | ۱    | ۰    | ۱     |
| ۷              | ژاپن*          | ۰   | ۰    | ۲    | ۲     |
| ۸              | آلمان          | ۰   | ۰    | ۱    | ۱     |
| ۸              | مکزیک          | ۰   | ۰    | ۱    | ۱     |
| مجموع (۹ کشور) | مجموع (۹ کشور) | ۵   | ۵    | ۵    | ۱۵    |

## مدال‌آوران
| رویداد        | طلا                                                     | نقره                                                                      | برنز                                                   |
| انفرادی مردان | مته گازوز · ترکیه                                       | مائورو نسپولی · ایتالیا                                                   | تاکاهارو فوروکاوا · ژاپن                               |
| تیمی مردان    | کره جنوبی · کیم وو جین · او جین-هیک · کیم جه-دوک        | چین تایپه · دنگ یو-چنگ · تانگ چیه-چون · وی چون-هنگ                        | ژاپن · تاکاهارو فوروکاوا · یوکی کاواتا · هیروکی موتو   |
| انفرادی زنان  | آن سان · کره جنوبی                                      | النا اوسیووا · کمیته المپیک روسیه                                         | لوچیلا بواری · ایتالیا                                 |
| تیمی زنان     | کره جنوبی (KOR) · آن سان · جانگ مین-هی · کانگ چائه-یونگ | کمیته المپیک روسیه (ROC) · اسوتلانا گومبوئوا · النا اوسیووا · کسنیا پرووا | آلمان (GER) · میشل کراپن · شارلین اشوارتس · لیسا اونرو |
| مختلط تیمی    | کره جنوبی (KOR) · کیم جه-دوک · آن سان                   | هلند (NED) · استیو ویلر · گابریلا شلوسر                                   | مکزیک (MEX) · لوئیس آلوارس · آلخاندرا والنسیا          |

## کشورهای شرکت کننده
- استرالیا (۴)
- بنگلادش (۲)
- بلژیک (۱)
- بلاروس (۳)
- بوتان (۱)
- برزیل (۲)
- کانادا (۲)
- چاد (۱)
- شیلی (۱)
- چین (۶)
- کلمبیا (۲)
- جمهوری چک (۱)
- دانمارک (۱)
- اکوادور (۱)
- مصر (۲)
- استونی (۱)
- فنلاند (۱)
- فرانسه (۴)
- آلمان (۴)
- بریتانیای کبیر (۶)
- هند (۴)
- اندونزی (۴)
- ایران (۱)
- اسرائیل (۱)
- ایتالیا (۴)
- ژاپن (6) Host
- قزاقستان (۳)
- لوکزامبورگ (۱)
- مالزی (۲)
- مالاوی (۱)
- مکزیک (۴)
- مولداوی (۲)
- مغولستان (۲)
- هلند (۴)
- لهستان (۲)
- چین (۴)
- رومانی (۲)
- اسلواکی (۱)
- اسلوونی (۱)
- کره جنوبی (۶)
- اسپانیا (۲)
- سوئد (۱)
- چین تایپه (۶)
- تونس (۲)
- ترکیه (۲)
- اوکراین (۳)
- ایالات متحده آمریکا (۶)
- ویتنام (۲)
- جزایر ویرجین (۱)